# Abdelaziz bin Rashid Al Nuaimi
Abdelaziz bin Rashid Al Nuaimi fut le dirigeant d'Ajman, l'un des États de la Trêve qui forment aujourd'hui les Émirats arabes unis (EAU), de 1841 à 1848.  

## Biographie
Abdelaziz destitua son frère, le cheikh Humaid bin Rashid Al Nuaimi, en mai 1841, prenant possession du fort d'Ajman. Avec le soutien populaire, Abdelaziz consolida sa position et parvint à éviter toute intervention du beau-père et allié proche de Humaid, le cheikh Sultan bin Saqr Al Qasimi (en), dirigeant de Sharjah.  
En mai 1847, Abdelaziz fut signataire du traité avec les Britanniques intitulé Engagement à interdire l'exportation des esclaves (en).  
Il reçut des éloges des Britanniques après un incident en 1845, lorsqu'une tempête fit échouer deux navires transportant du riz à Ajman : l'un fut détruit à l'entrée du port, mais l'autre parvint à entrer dans le port intérieur, bien qu'une partie de sa cargaison ait été perdue. Alors qu’un groupe d’hommes tentait de s’emparer de la cargaison du navire partiellement échoué, Abdelaziz dispersa personnellement la foule à l'épée, protégeant à la fois la cargaison et l’équipage.  
Il mena les forces d’Ajman au combat contre Al Hamriyah (en) en septembre 1848 et fut tué lors de cette action. Son frère Humaid bin Rashid lui succéda.